# Закарьяев, Бозигит Исаевич
Бозигит Исаевич Закарьяев (21 сентября 1984, Буйнакск, Дагестанская АССР, РСФСР, СССР) — российский тхэквондист и футболист, чемпион и призёр чемпионатов России. Трёхкратный обладатель Кубка России. По национальности — кумык.

## Спортивная карьера

### Тхэквондо
Тхэквондо начал заниматься в 1997 году в филиале ДГЦБИ министерства спорта Республики Дагестан в Халимбекауле. Занимался у М-Т. Ш. Магомедова. Является чемпионом России 2000 года. В 2000 году завоевал бронзовую медаль на чемпионате мира среди юниоров в ирландском Килларни. В 2001 году стал чемпионом Европы среди юниоров в Памплоне. С 2002 по 2005 годы трижды становился обладателем Кубка России. В 2007 году стал серебряным призёром чемпионата России.

### Футбол
С 2002 по 2003 год играл за буйнакский любительский клуб «СКА-Темирхан-Шура». В 2004 году выступал за «Факел-СГ-Транс» из Котово. В 2006 году дебютировал в профессиональном футболе, проведя 6 матчей за камышинский «Текстильщик» во Втором дивизионе, зоны Юг.

## Личная жизнь
В 2001 году окончил школу №8 Буйнакска. В 2005 году окончил Дагестанский государственный педагогический университет, юридический факультет. 

## Достижения
- Чемпионат России по тхэквондо 2000 — ;
- Чемпионат мира по тхэквондо среди юниоров 2000 — ;
- Чемпионат Европы по тхэквондо среди юниоров 2001 — ;
- Кубок России по тхэквондо 2002 — ;
- Кубок России по тхэквондо 2004 — ;
- Кубок России по тхэквондо 2005 — ;
- Чемпионат России по тхэквондо 2007 — ;